# Дамеров, Генрих
Генрих Филипп Август Дамеров (нем. Heinrich Philipp August Damerow; 8 декабря 1798, Штеттин, Померания, королевство Пруссия (ныне Щецин, Польша) — 22 сентября 1866, Галле (Саксония-Анхальт)) — немецкий психиатр, педагог. Доктор наук.
Один из наиболее влиятельных немецких психиатров первой половины XIX-го века.

## Биография
В 1822 году в Берлине защитил докторскую диссертацию по философии под руководством Георга Гегеля, Фридриха Шлейермахера и психиатра Антона Эрнста Людвига Горна. Затем, продолжил своё образование в Париже, где учился у Жана-Этьена Эскироля, и в Зигбурге, где он встретился с Карлом Якоби, который в 1820 организовал образцовое для того времени заведение для душевнобольных в Зигбурге, ставшее школой для немецких психиатров.
В 1830 году стал адъюнкт-профессором. Несколько лет преподавал психиатрию в Берлине и Грейфсвальде, затем перешёл к практической деятельности и с 1836 года был директором лечебницы для умалишённых в Галле. Построил и в течение многих лет руководил психиатрической больницей в Галле.
Внёс значительный вклад в области институциональной психиатрии.
Будучи одним из наиболее влиятельных немецких психиатров первой половины XIX-го века, Г. Дамеров был сторонником целостного подхода к лечению психических заболеваний, и, как врач, лечил пациента комплексно: его тело, ум и душу. Был одним из основателей в 1844 году журнала психиатрической медицины «Allgemeine Zeitschrift für Psychiatrie», который редактировал до 1867 года.
С 1858 — член Леопольдины.

## Избранные труды
- «Über die relative Verbindung der Irren-, Heil- und Pfleganstalten» (Лейпциг, 1840)
- "Zur Kretinen- und Idiotenfrage " (Берлин, 1858);
- «Über die Grundlage der Mimik und Physiognomie, als freier Beitrag zur Anthropologie und Psychiatrie» (Берлин, 1860);
- «Irrengesetze u. Verordnungen in Preussen» (1865);
- «Sefeloge. Eine Wahnsinsstudie» (1853) и др.